# Neritos chrysozona
Neritos chrysozona är en fjärilsart som beskrevs av William Schaus 1905. Neritos chrysozona ingår i släktet Neritos och familjen björnspinnare. Inga underarter finns listade i Catalogue of Life.